# فريدريك ويلهلم ساندر
فريدريك ويلهلم ساندر (بالألمانية: Friedrich Wilhelm Sander)‏ هو مهندس ألماني، ولد في 1885 في كلودزكو في بولندا، وتوفي في 1938 في برلين في ألمانيا.